# Judith Marquet-Krause
Judith Marquet-Krause (en hébreu : יהודית מַרקֶה -קרָאוּזֶה), née en 1906 à Ilania, morte le 1er juillet 1936, est une archéologue israélite. Pionnière de l'archéologie en Palestine mandataire, elle est parmi les premiers archéologues natifs de ce pays. Elle dirige les fouilles d'Et-Tell, où se trouvait la ville cananéenne d'Aï.

## Biographie

### Jeunesse et formation
Judith Krause naît en 1906 à Ilania dans une famille juive. Son père est l'agronome Eliahou Krauze (1876-1962), travaillant pour Edmond de Rothschild. En 1914, la famille déménage lorsqu'il devient directeur de l'école agricole Mikveh Israël.
Judith Krause effectue sa scolarité au lycée de Tel-Aviv. Elle part ensuite s'installer à Paris pour y étudier le français dans le but de devenir enseignante. Pendant son séjour à Paris, elle étudie également l'histoire et la littérature médiévales à la Sorbonne. Elle étudie en plus l'akkadien, le syriaque et l'arménien à l'École pratique des hautes études, ainsi que le cunéiforme à l'École du Louvre. Elle est l'élève de René Dussaud. C'est à cette époque qu'elle épouse Yves Marquet (1909-2006).

### Carrière archéologique

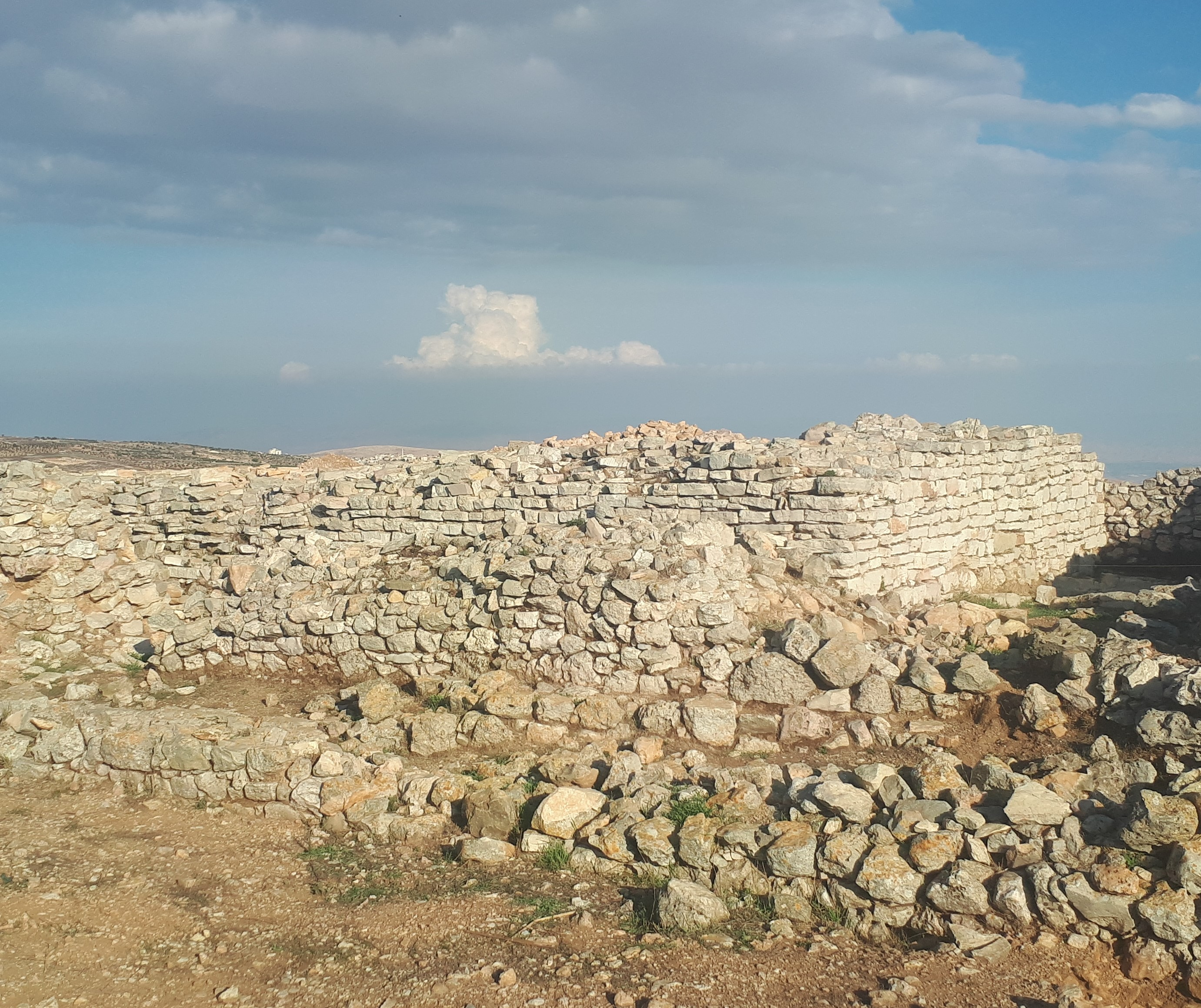
Ruines de Et-Tell (Ai).

Judith Marquet-Krause rejoint l'équipe de fouilles de John Garstang à Jéricho en 1932 ou 1933. Elle y est chargée de traiter les objets découverts dans les tombes.
En 1933, elle est nommée archéologue en chef de la ville cananéenne d'Ai, où elle dirige des fouilles pendant trois ans de suite, de 1933 à 1935. Les fouilles sont financées par Edmond de Rothschild. Le site avait d'abord été identifié par William F. Albright (1891-1971) à Et-Tell, à environ deux kilomètres au sud-ouest de Béthel. Le but des fouilles de Judith Marquet-Krause est de confirmer si la description du Livre de Josué, selon laquelle Ai était une ville royale de Canaan conquise avec Beth-el par les Israélites sous Josué, était véridique. Au cours des deux premières années de fouilles, l'équipe est composée de 80 à 100 personnes, dont l'archéologue Ruth Amiran,. Pour la campagne de 1935, l'équipe s'élargit à 160 personnes.
Les fouilles montrent qu'Ai était une ville fortifiée importante au début de l'âge du bronze (3100-2400 av. J.-C.), avec un temple où sont retrouvés des poteries et des vases égyptiens en albâtre, et des tombes avec d'autres découvertes funéraires. Les fouilles démontrent que lorsque la population de l'âge du bronze est partie, la ville a été rasée. L'équipe de Juliette Marquet-Krause découvre aussi les vestiges d'un village plus récent, construit sans défenses en 1220 av. J.-C. et habité jusqu'en 1050 av. J.-C.. Ce village a aussi été abandonné par les habitants, mais n'a pas été détruit ni conquis, montrant ainsi que le récit du Livre de Josué n'est pas historiquement exact.
Les découvertes d'Ai sont exposées en 1936 pendant une semaine à l'école agricole Mikveh Israël. Elles sont présentées comme des preuves archéologiques de l'historicité des textes de l'Ancien Testament et sont reprises par plusieurs journaux.
Judith Marquet-Krause meurt de la tuberculose le 1er juillet 1936.

## Historiographie
Judith Marquet-Krause avait publié deux comptes rendus préliminaires de ses fouilles. Le rapport final des fouilles, encore incomplet, est publié par son mari après sa mort. À partir de 1936 les fouilles sont reprises par Samuel Yevein. Son travail est ensuite revisité par l'archéologue baptiste Joseph Callaway, qui y fouille entre 1964 et 1972,. Il recherchait des preuves que le Livre de Josué était un récit véridique, ce qui aurait contredit les découvertes de Judith Marquet-Krause, mais les faits l'ont contraint à être d'accord avec les conclusions de ces fouilles. Bien qu'aucun catalogue complet des fouilles à Ai n'existe, on sait que les découvertes ont été réparties entre plusieurs musées en Israël, dont le musée Rockefeller.
La réévaluation de son travail à la fin du XXe siècle, par Ziony Zevit et Beth Alpert Nakhai, sur l'identification par Judith Marquet-Krause du temple d'Ai, a soutenu sa théorie selon laquelle il s'agissait d'un espace rituel.
Judith Marquet-Krause est considérée comme une pionnière pour les femmes dans l'archéologie en pays biblique. Morte jeune, il est probable qu'elle aurait été sinon l'une des principales archéologues d'Israël, avec Ruth Amiran et Olga Tufnell,.

## Publications
- Les fouilles de 'Ay (et-Tell), 1933-1935, Geuthner, 1949[16].
- « La deuxième campagne de fouilles à Ay (1934). Rapport sommaire » dans Syrie, 1935, p. 325–345[17].